# Луї Дюкруе
Луї Роберт Поль Дюкрюе (нар. 26 листопада 1992 року, Монако) — син принцеси Монако Стефані та Даніеля Дюкрюе.

## Раннє життя
Дюкрю виріс у Монако-Віль. Його батьки, принцеса Монако Стефані та Даніель Дюкрю, одружилися в 1995 році, але через рік розлучилися. Кілька років він жив у місті Орон, Франція, потім разом із матір'ю та сестрами переїхав до Цюриха. Після 2002 року він з матір'ю та сестрами повернувся жити в Монако.
Дюкрюе відвідував початкову школу в Орон. Потім він відвідував Французький ліцей Марії Кюрі в Цюриху. Середню освіту закінчив у ліцеї Альберта Прем'єра, де отримав диплом бакалавра у 2010 році. Розпочав навчання у вищій школі Skema Business School у Софії-Антиполіс, Франція. У 2015 році він здобув ступінь бакалавра зі спортивного менеджменту в Університеті Західної Кароліни в Каллоухі, Північна Кароліна.

## Кар'єра та інтереси
Одразу після закінчення середньої школи влаштувався на літню роботу у відділ водних видів спорту компані Société des bains de mer de Monaco (SBM). Він стажувався у ФК «Монако», а після отримання диплома отримав оплачувану посаду міжнародного рекрутера. На початку 2019 року його підвищили до помічника віцепрезидента клубу Вадима Васильєва.
Станом на березень 2016 року Дюкрюе та його батько Даніель Дюкрює є співкерівниками монакської компанії MONADECO.
У 2013 році Дюкрюе брав участь в автоперегонах «4L Trophy». Пробіг склав 6000 км, зі стартом з Пуатьє до Сен-Жан-де-Люз, пролягав через Францію, Іспанію та Марокко. Дюкруе та його штурман Ронан Імброшіано керували автомобілем, який був прикрашений кольорами та емблемою Радіо Монако. Гроші, зібрані під час заходу, пішли на шкільне приладдя для бідних марокканських школярів. У 2022 році він був обраний до списку Forbes «30 молодих людей до 30 років» у Монако.
26 жовтня 2020 року було оголошено, що Дюкрю приєднався до футбольного клубу EFL Championship Nottingham Forest як радник з міжнародних проєктів.

## Особисте життя
12 лютого 2018 року Дюкрюе оголосив про заручини зі своєю давньою подругою Марі Хоа Шевальє (народилася 28 грудня 1992 року), француженкою в'єтнамського походження. Дюкруе та Шевальє познайомилися на першому курсі Grande école у бізнес-школі Skema. Шевальє є випускницею Skema, де вона здобула ступінь бакалавра бізнес-адміністрування, а також спеціалізується на французькій освіті та маркетингу в Університеті Західної Кароліни. Вона має кар'єру координатора заходів у сфері розкішної гостинності.
Цивільне весілля відбулося 26 липня 2019 року в мерії Монако. Вінчання відбулося 27 липня 2019 року в кафедральному соборі Непорочного Зачаття Богородиці.
У них є донька Віктуар Дюкруе, яка народилася 4 квітня 2023 року о 18:15 у Монако.